# Рудник
Рудни́к, рідко ру́дня — гірниче підприємство, копальня шахтного типу, що видобуває рудні та нерудні корисні копалини підземним способом. В Україні застосування терміна «рудник» для таких підприємств є рівнозначним із терміном «шахта». До XX століття рудниками називали також вугільні шахти.
Може об'єднувати кілька суміжних шахт або розрізів із загальним комплексом споруд (на поверхні) і допоміжних цехів. Є металеві, соляні та інші рудники.

## Загальна характеристика
Рудник, як і шахта, має наземні споруди: копри, надшахтні будівлі, склади і систему підземних гірничих виробок, призначених для розробки родовища.
У рівнинній місцевості розкриття здебільшого здійснюється вертикальними стволами, рідше — похилими. В гористій місцевості основні виробки, що використовуються для розкриття — штольні.
Найглибші рудники світу знаходяться в Індії (копальня «Чемпіон-Риф») та в ПАР: «Тау-Тона», «Вітватерсранд» (глибина понад 4,5 км). В Україні найглибші рудники: «Батьківщина» (м. Кривий Ріг) (на 2010 р. — понад 1520 метра), «Гвардійська» (Кривий Ріг) (1430 м).